# Pourchères

Pourchères est une commune française située dans le département de l'Ardèche, en région Auvergne-Rhône-Alpes.
Pourchères est une petite commune d'aspect essentiellement rural. Elle est cependant rattachée à la communauté d'agglomération Privas Centre Ardèche.

## Géographie

### Hydrographie
Pourchères est arrosée par le Mézayon, cours d'eau de 13,5 km, traversant la commune d'ouest en est au sud du village. Cette rivière y prend sa source, au nord du Roc de Gourdon.

### Climat
Pour des articles plus généraux, voir Climat d'Auvergne-Rhône-Alpes et Climat de l'Ardèche.
En 2010, le climat de la commune est de type climat méditerranéen franc, selon une étude du CNRS s'appuyant sur une série de données couvrant la période 1971-2000. En 2020, Météo-France publie une typologie des climats de la France métropolitaine dans laquelle la commune est exposée à un climat de montagne ou de marges de montagne et est dans une zone de transition entre les régions climatiques « Moyenne vallée du Rhône » et « Provence, Languedoc-Roussillon ». 
Pour la période 1971-2000, la température annuelle moyenne est de 10,2 °C, avec une amplitude thermique annuelle de 16,9 °C. Le cumul annuel moyen de précipitations est de 1 232 mm, avec 8,6 jours de précipitations en janvier et 5,2 jours en juillet. Pour la période 1991-2020, la température moyenne annuelle observée sur la station météorologique de Météo-France la plus proche, « St-Pierreville », sur la commune de Saint-Pierreville à 8 km à vol d'oiseau, est de 11,9 °C et le cumul annuel moyen de précipitations est de 1 393,0 mm,. Pour l'avenir, les paramètres climatiques de la commune estimés pour 2050 selon différents scénarios d'émission de gaz à effet de serre sont consultables sur un site dédié publié par Météo-France en novembre 2022.

## Urbanisme

### Typologie
Au 1er janvier 2024, Pourchères est catégorisée commune rurale à habitat dispersé, selon la nouvelle grille communale de densité à 7 niveaux définie par l'Insee en 2022.
Elle est située hors unité urbaine. Par ailleurs la commune fait partie de l'aire d'attraction de Privas, dont elle est une commune de la couronne,. Cette aire, qui regroupe 24 communes, est catégorisée dans les aires de moins de 50 000 habitants,.

### Occupation des sols
L'occupation des sols de la commune, telle qu'elle ressort de la base de données européenne d’occupation biophysique des sols Corine Land Cover (CLC), est marquée par l'importance des forêts et milieux semi-naturels (81,5 % en 2018), une proportion identique à celle de 1990 (81,5 %). La répartition détaillée en 2018 est la suivante : 
forêts (58,3 %), milieux à végétation arbustive et/ou herbacée (23,2 %), prairies (15,3 %), zones agricoles hétérogènes (3,2 %).
L'évolution de l’occupation des sols de la commune et de ses infrastructures peut être observée sur les différentes représentations cartographiques du territoire : la carte de Cassini (XVIIIe siècle), la carte d'état-major (1820-1866) et les cartes ou photos aériennes de l'IGN pour la période actuelle (1950 à aujourd'hui).

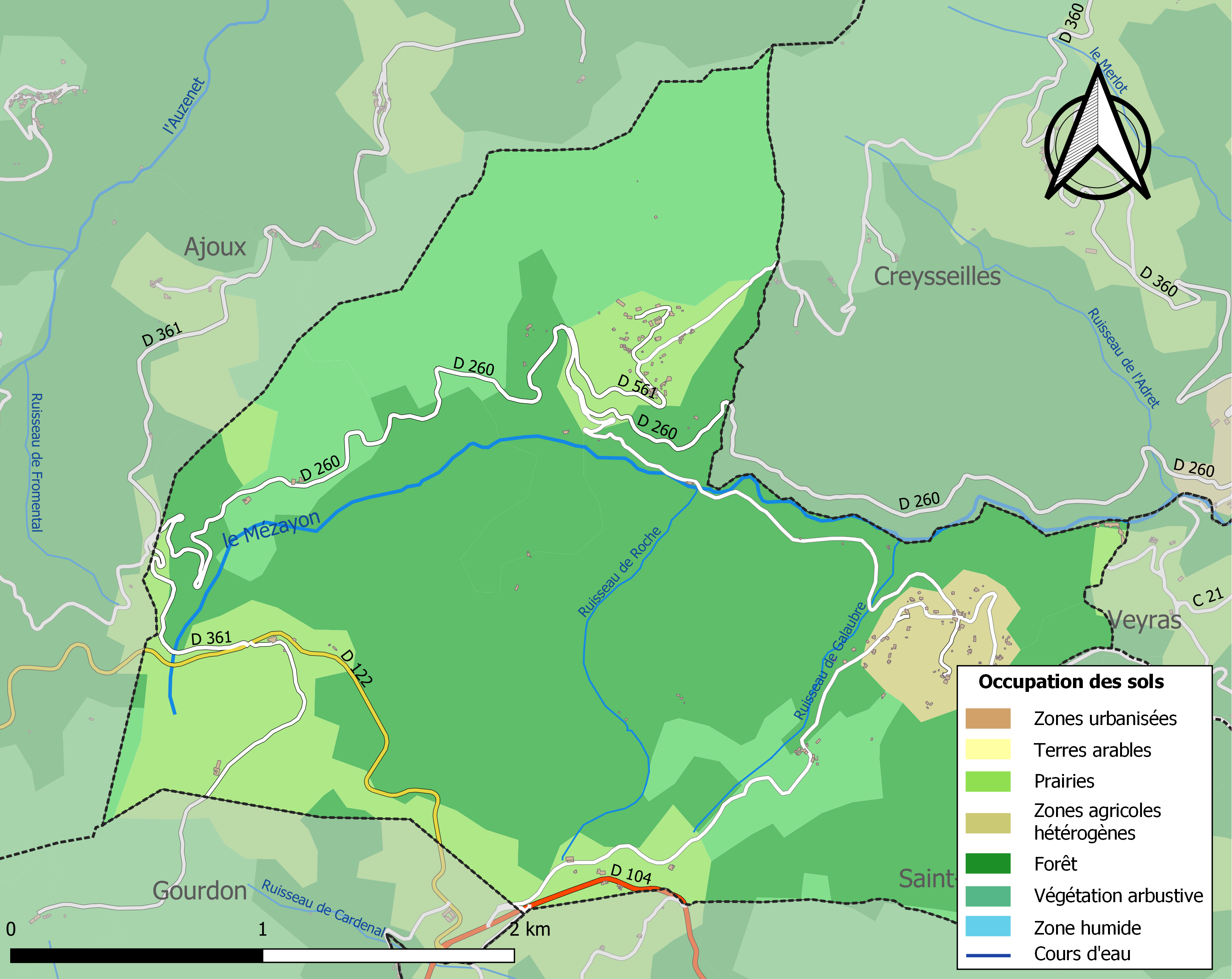
Carte des infrastructures et de l'occupation des sols de la commune en 2018 (CLC).

### Lieux-dits, hameaux et écarts

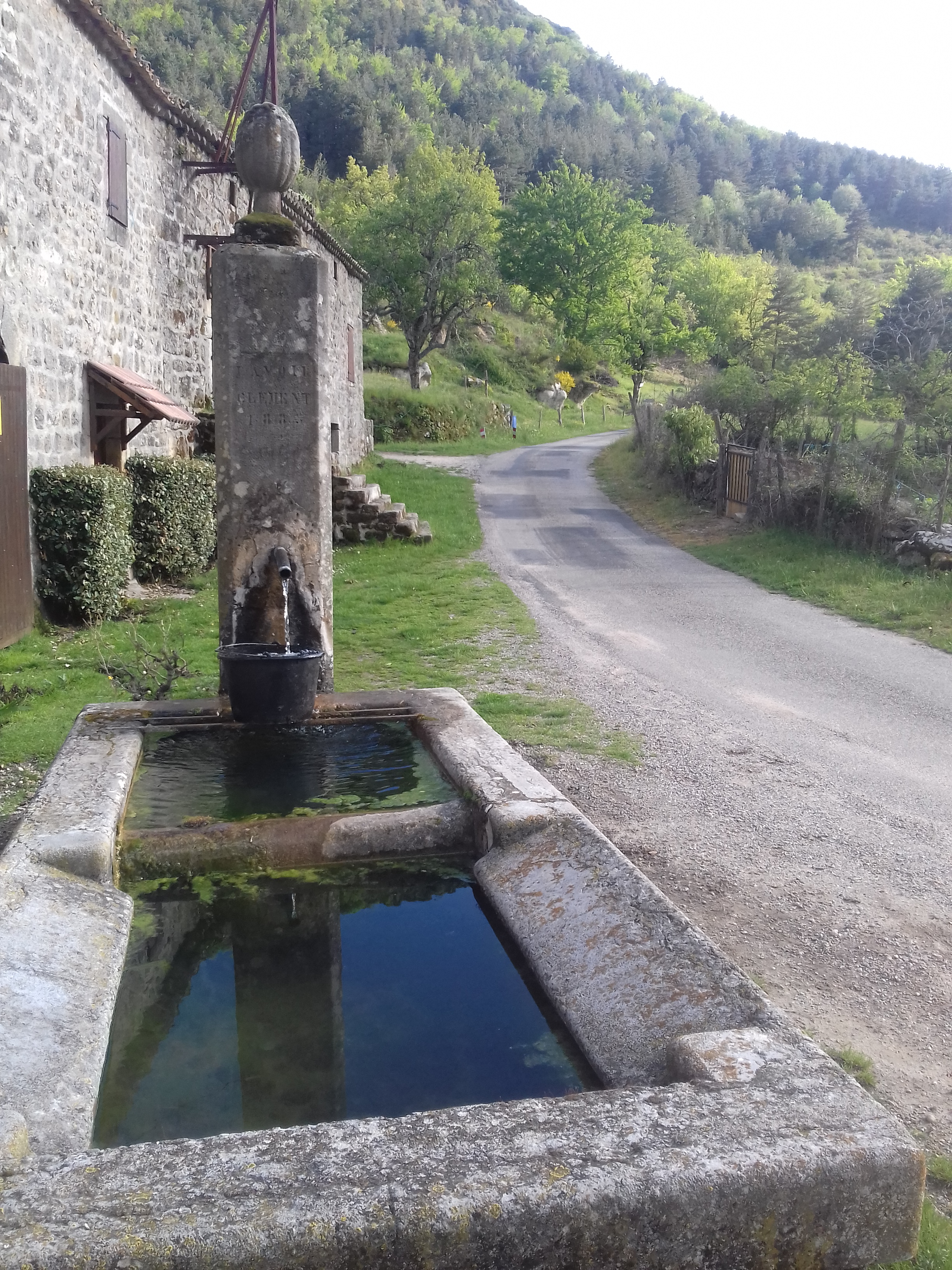
La fontaine du hameau de Plataret

Le hameau de Plataret, sous le col de l'Arénier, sur la route de la Croix de Laÿ.

## Toponymie
Du nord-occitan porquièra, « enclos pour les porcs », lui-même du latin porcus avec le suffixe -aria.

## Politique et administration

### Tendances politiques et résultats
|             | Nombre | % Inscrits | % Votants |
| ----------- | ------ | ---------- | --------- |
| Inscrits    | 155    |            |           |
| Abstentions | 11     | 7,10       |           |
| Votants     | 144    | 92,90      |           |
| Blancs      | 0      | 0,00       | 0,00      |
| Nuls        | 1      | 0,65       | 0,69      |
| Exprimés    | 143    | 92,26      | 99,31     |

### Liste des maires
| Période                                  | Période                   | Identité     | Étiquette | Qualité       |
| ---------------------------------------- | ------------------------- | ------------ | --------- | ------------- |
| Les données manquantes sont à compléter. |                           |              |           |               |
| mars 2001                                | En cours (au 6 août 2020) | Roland Sady, | DVD       | Fonctionnaire |

## Population et société

### Démographie
L'évolution du nombre d'habitants est connue à travers les recensements de la population effectués dans la commune depuis 1793. Pour les communes de moins de 10 000 habitants, une enquête de recensement portant sur toute la population est réalisée tous les cinq ans, les populations de référence des années intermédiaires étant quant à elles estimées par interpolation ou extrapolation. Pour la commune, le premier recensement exhaustif entrant dans le cadre du nouveau dispositif a été réalisé en 2006.

En 2022, la commune comptait 137 habitants, en évolution de +5,38 % par rapport à 2016 (Ardèche : +2,48 %, France hors Mayotte : +2,11 %).
| 1793 | 1800 | 1806 | 1821 | 1831 | 1836 | 1841 | 1846 | 1851 |
| ---- | ---- | ---- | ---- | ---- | ---- | ---- | ---- | ---- |
| 280  | 292  | 360  | 312  | 424  | 440  | 403  | 405  | 352  |

| 1856 | 1861 | 1866 | 1872 | 1876 | 1881 | 1886 | 1891 | 1896 |
| ---- | ---- | ---- | ---- | ---- | ---- | ---- | ---- | ---- |
| 323  | 354  | 358  | 400  | 383  | 403  | 408  | 424  | 396  |

| 1901 | 1906 | 1911 | 1921 | 1926 | 1931 | 1936 | 1946 | 1954 |
| ---- | ---- | ---- | ---- | ---- | ---- | ---- | ---- | ---- |
| 317  | 288  | 252  | 224  | 227  | 177  | 171  | 163  | 124  |

| 1962 | 1968 | 1975 | 1982 | 1990 | 1999 | 2006 | 2011 | 2016 |
| ---- | ---- | ---- | ---- | ---- | ---- | ---- | ---- | ---- |
| 124  | 94   | 72   | 86   | 117  | 118  | 130  | 144  | 130  |

| 2021 | 2022 | - | - | - | - | - | - | - |
| ---- | ---- | - | - | - | - | - | - | - |
| 136  | 137  | - | - | - | - | - | - | - |

### Enseignement
La commune ne disposant pas d'établissement scolaire, les élèves doivent se rendre dans les communes voisines.

### Manifestations culturelles et festivités

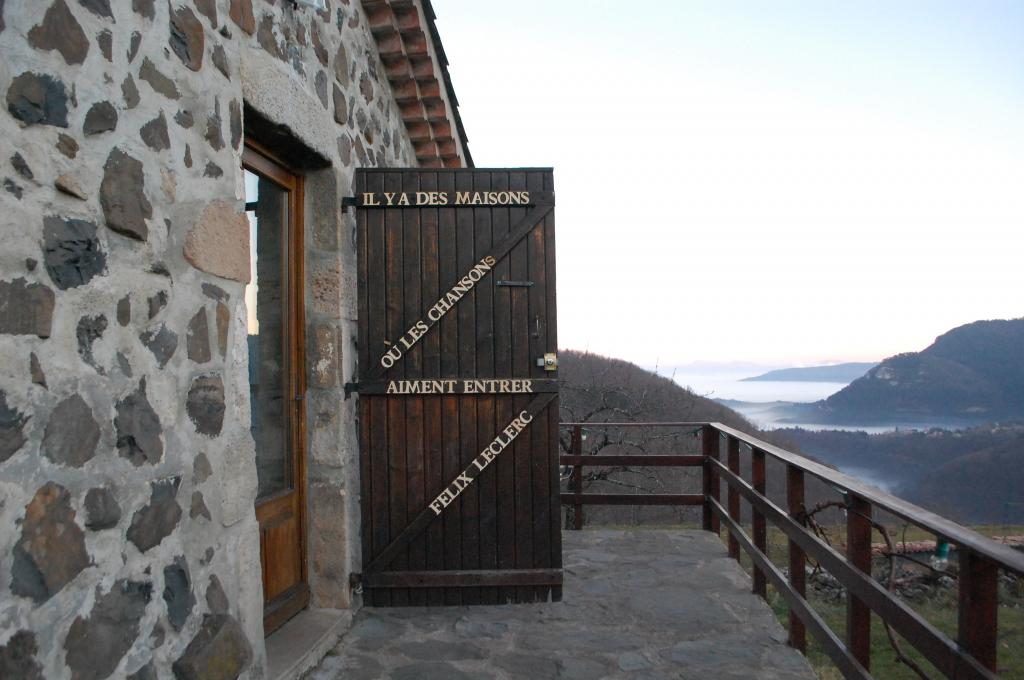
Porte d'entrée de Demeure en Scène.

L'association Ça Bouge à Pourchères a été créée en 2019. Tous les ans, elle organise un concert ainsi que le pique nique du village au 14 juillet. Pour la 1ère fois, en 2022, elle a été à l'initiative d'une séance de cinéma en plein air. Elle publie 2 fois par an la Gazette de Pourchères.
En avril 2012, est créée l'association Demeure en scène qui a pour objet de favoriser la rencontre de proximité, l’échange, le partage entre des publics et des artistes, autour de l’expression artistique, plus particulièrement la chanson, et toutes activités connexes.

### Médias
La commune est située dans la zone de distribution de deux organes de la presse écrite :
- L'Hebdo de l'Ardèche, journal hebdomadaire français basé à Valence et diffusé à Privas depuis 1999. Il couvre l'actualité de tout le département de l'Ardèche ;
- Le Dauphiné libéré, journal quotidien de la presse écrite française régionale distribué dans la plupart des départements de l'ancienne région Rhône-Alpes, notamment l'Ardèche. La commune est située dans la zone d'édition de Privas.

### Cultes
Le territoire communal dépend de la paroisse « Mère Teresa ». Le siège de la paroisse est implanté à Privas où se situe la résidence du curé. Cette création s'est faite en 2022 par fusion et redéfinition des limites des paroisses « Saint-Jean du Pays de Privas », « Saint-François d'Ouvèze-Payre» et « Saint-Michel du Rhône »  .

## Culture locale et patrimoine

### Lieux et monuments
- Église Saint-Julien.
- Église de Laÿ.

### Héraldique
|  | Pourchères possède des armoiries dont l'origine et le blasonnement exact ne sont pas disponibles. |